# Anna Teresa Rossini
Anna Teresa Rossini (Senigallia, 25 aprile 1944) è un'attrice italiana.

## Biografia
Nel cinema ha lavorato al fianco di Massimo Troisi nel film del 1991 Pensavo fosse amore... invece era un calesse, mentre in televisione è apparsa nelle serie televisive College e Rex (2008). In teatro ha debuttato nel 1969, dopo aver completato l'Accademia nazionale d'arte drammatica, nello spettacolo teatrale Orlando furioso diretto da Luca Ronconi.
È stata da allora interprete di lavori sia drammatici che brillanti, spesso con Armando Pugliese (che è stato anche suo marito) in una collaborazione durata dal 1970 al 1985 e che ha portato alle messe in scena di otto opere fra cui Il barone rampante, da Italo Calvino e Molto rumore per nulla, di William Shakespeare. Fra i registi con cui ha lavorato figurano Giancarlo Cobelli, Giancarlo Sbragia, Luigi Squarzina, Mario Missiroli, Antonio Calenda ed Aldo Trionfo.  Fra i riconoscimenti ottenuti in carriera figurano il premio teatrale intitolato ad Adelaide Ristori, ottenuto nel 1985 per l'interpretazione del ruolo di Regana nel Re Lear di Shakespeare.
Con il Teatro Insieme di Roberto Guicciardini ha interpretato Troilo e Cressida, ancora di Shakespeare, La resistibile ascesa di Arturo Ui, di Bertolt Brecht, Le troiane, di Euripide, Il Tartuffo, di Molière, La figlia dell'aria, di Pedro Calderón de la Barca. In teatro lavora anche accanto al suo compagno Mariano Rigillo (2009, Buongiorno contessa, Romolo il grande, di Friedrich Dürrenmatt), Questa sera si recita a soggetto di Luigi Pirandello (2012) accanto al quale ha interpretato anche il film del 2004 Le grandi dame di casa d'Este.

## Filmografia

### Cinema
- Vai avanti tu che mi vien da ridere, regia di Giorgio Capitani (1982)
- Diritto di vivere, regia di Stefano Arquila (1989)
- Pensavo fosse amore... invece era un calesse, regia di Massimo Troisi (1991)
- Pugni di rabbia, regia di Claudio Risi (1991)
- Va' dove ti porta il cuore, regia di Cristina Comencini (1996)
- Elvjs e Merilijn, regia di Armando Manni (1998)
- Le Grandi Dame di Casa d'Este, regia di Diego Ronsisvalle (2004)
- Scusa ma ti voglio sposare, regia di Federico Moccia (2010)
- Anna, Teresa e le resistenti, regia di Matteo Scarfò (2011)
- To Rome with Love, regia di Woody Allen (2012)
- Malanapoli - La ventunesima stella, regia di Enzo Morzillo (2013)
- Bruciate Napoli, regia di Arnaldo Delehaye (2016)
- Oscar, regia di Dennis Dellai (2016)
- Finché giudice non ci separi, regia di Antonio Fornari e Andrea Maia (2018)
- Le formiche di Mida, regia di Edgar Honetschläger (2023)

### Televisione
- Sarti Antonio Brigadiere, regia Pino Passalacqua - miniserie TV (1978)
- George Sand, regia di Giorgio Albertazzi – miniserie TV (1981)
- La neve nel bicchiere, regia di Florestano Vancini – miniserie TV (1986)
- College – serie TV (1990)
- Il cielo non cade mai, regia di Giovanni Ricci – miniserie TV (1992)
- Un commissario a Roma – serie TV, episodio 1x02 (1993)
- I ragazzi del muretto – serie TV, episodio 3x11 (1996)
- Linda e il brigadiere – serie TV, episodio 1x04 (1997)
- Valeria medico legale – serie TV, episodio 1x03 (2000)
- Vivere – Soap opera (2002)
- Francesco, regia di Michele Soavi – miniserie TV (2002)
- Un dottore quasi perfetto, regia di Raffaele Mertes – film TV (2007)
- Rex – serie TV, episodio 1x06 (2008)
- Fratelli Caputo, regia di Alessio Inturri – miniserie TV (2020-2021)

## Prosa televisiva Rai
- Sarto per signora, di Georges Feydeau, regia di Paolo Cavara, trasmesso il 1º gennaio 1980.